# Koninklijk Paleis van La Granja de San Ildefonso

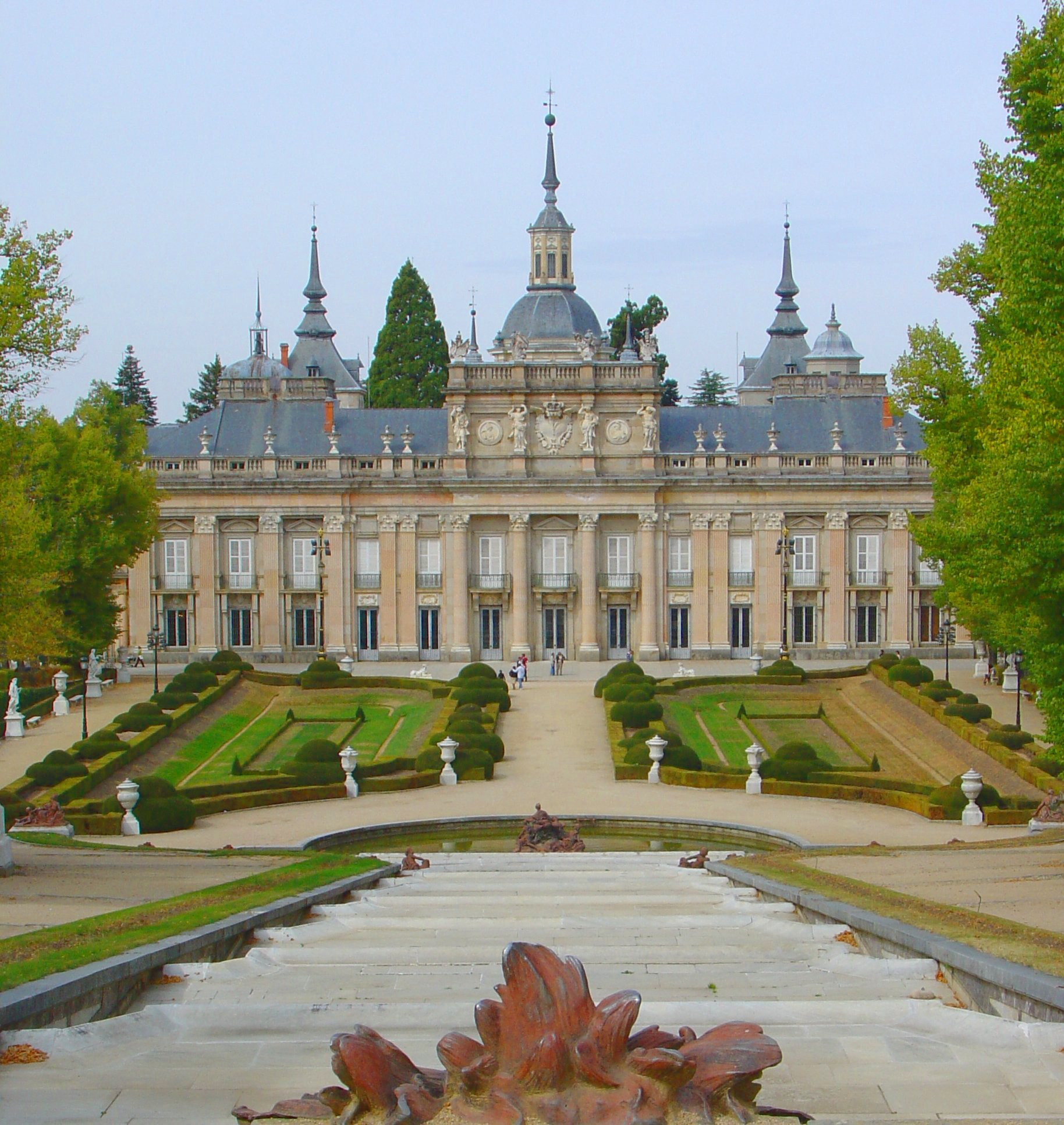
Het paleis La Granja

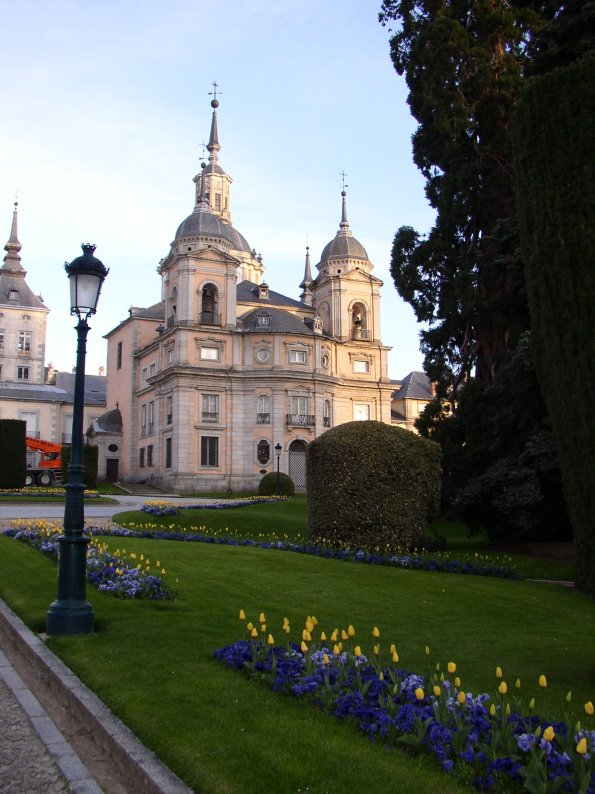
De achtergevel met de paleiskerk

La Granja de San Ildefonso is een Spaans koninklijk paleis in San Ildefonso, zo'n 80 kilometer ten noorden van Madrid. Het paleis in barok-stijl werd gemodelleerd naar het paleis van Versailles.
La Granja is een populaire toeristenattractie. Het huisvest onder meer een recent geopend museum waar de omvangrijke koninklijke collectie van Vlaamse en Nederlandse wandtapijten getoond wordt. Het paleis is onder beheer van de Spaanse overheidsdienst Patrimonio Nacional ("nationaal erfgoed"). 
De uitgestrekte formele tuinen die het paleis omringen omvatten een gebied van 600 hectare, en bevatten 26 fonteinen met sculpturen die verschillende scènes uit de Griekse en Romeinse mythologie voorstellen. De fonteinen worden gevoed door een kunstmatig meer op het hoogste punt van de tuinen.

## Geschiedenis
Het zomerpaleis werd gebouwd in de 18e eeuw in opdracht van koning Filips V van Spanje. De plek waar het kasteel werd gebouwd was een geliefde jachtlocatie voor de koningen van Castilië. Koning Hendrik IV liet er in de 15e eeuw een jachthuis neerzetten met een schrijn aan de heilige Ildefonsus van Toledo.
De gebouwen werden door koningin Isabella I geschonken aan de monniken van het Parralklooster in Segovia, die er een boerderij (granja) bouwden, maar het complex werd in 1719 weer opgekocht door Filips V, die er vanaf 1721 een nieuw paleis liet aanleggen. Tot de dood van Filips V in 1746 werd het paleis steeds verder uitgebreid en rijker versierd. Koning Karel III ontwierp het plan voor de omringende plaats San Ildefonso en de woningen voor leden van het hof. Het hele complex was gereed in 1761.
Filips besloot in 1724 af te treden ten gunste van zijn zoon Lodewijk I en zich terug te trekken naar La Granja. Lodewijk stierf echter kort na zijn kroning en Filips werd nogmaals koning, waardoor La Granja een belangrijk centrum van de Spaanse regering werd. Filips werd ook begraven in San Ildefonso, in de paleiskerk die in 1721-1724 gebouwd werd.
In de volgende twee eeuwen was La Granja het belangrijkste zomerpaleis van de Spaanse koningen, en de locatie van veel koninklijke geboortes, huwelijken en begrafenissen. Zo werd Juan de Borbón, grootvader van koning Felipe VI van Spanje, geboren op San Ildefonso.
Ook vonden veel belangrijke politieke gebeurtenissen plaats in het paleis. In 1836 bijvoorbeeld accepteerde regentes-koningin Maria Christina hier een revolutionaire regering en tekende ze een decreet waarbij de liberale grondwet van 1812 hersteld werd. Ook werden er verschillende belangrijke verdragen getekend in het paleis (zie Verdrag van San Ildefonso). 